# La Forêt-de-Tessé
La Forêt-de-Tessé est une commune du Sud-Ouest de la France située dans le département de la Charente, en région Nouvelle-Aquitaine.
Ses habitants sont les Tesséens et les Tesséennes.

## Géographie

### Localisation et accès
La commune de La Forêt-de-Tessé située à l'extrême nord du département de la Charente, est limitrophe de celui des Deux-Sèvres. Elle fait partie du canton de Villefagnan.
Elle est située à 6 km au sud de Sauzé-Vaussais, 8 km au nord de Villefagnan, 11 km au nord-ouest de Ruffec, 12 km à l'est de Chef-Boutonne, 24 km de Melle, 48 km d'Angoulême, chef-lieu du département de la Charente, 50 km de Niort, 59 km de Poitiers.
La commune se trouve à l'écart des voies de communication importantes. La D 179, la D 303, la D 304 ainsi que plusieurs routes communales relient le bourg aux hameaux et communes voisines.
La gare la plus proche est celle de Ruffec, desservie par des TER et TGV à destination d'Angoulême, Poitiers, Paris et Bordeaux.

### Hameaux et lieux-dits
Le centre le plus important est le gros hameau de Tessé, situé à 1,5 km au sud du bourg.
Parmi les principaux hameaux, on peut citer : Grosbout, dans le nord de la commune ; l'Houmelée, à la limite du département des Deux-Sèvres ; Éparon, à l'est et à proximité de la route de Montjean ; Chez-Bertrand, au nord du bourg ; la Grange, sur la route de Villiers-le-Roux ; la Boufferie, au nord de Tessé, etc.

### Communes limitrophes
|                        | Lorigné (Deux-Sèvres) |          |
| Pioussay (Deux-Sèvres) | La Forêt-de-Tessé     | Montjean |
| Theil-Rabier           | La Magdeleine         |          |

### Géologie et relief
Le sous-sol de la commune est principalement composé de calcaire du Jurassique du Bassin aquitain, comme tout le Nord-Charente. Plus particulièrement, le Bathonien et le Callovien occupent la surface communale. On trouve des altérites sous forme d'argile rouge à silex sur une grande moitié nord-est,,.
La commune appartient à la partie la plus accidentée du canton, et l'on y rencontre des collines élevées. Son point culminant est à une altitude de 158 m, situé à l'extrémité sud-ouest. Le point le plus bas est à 121 m, situé sur la limite orientale au pied de la Jaroussière. Le bourg est à 135 m d'altitude.

### Hydrographie

#### Réseau hydrographique

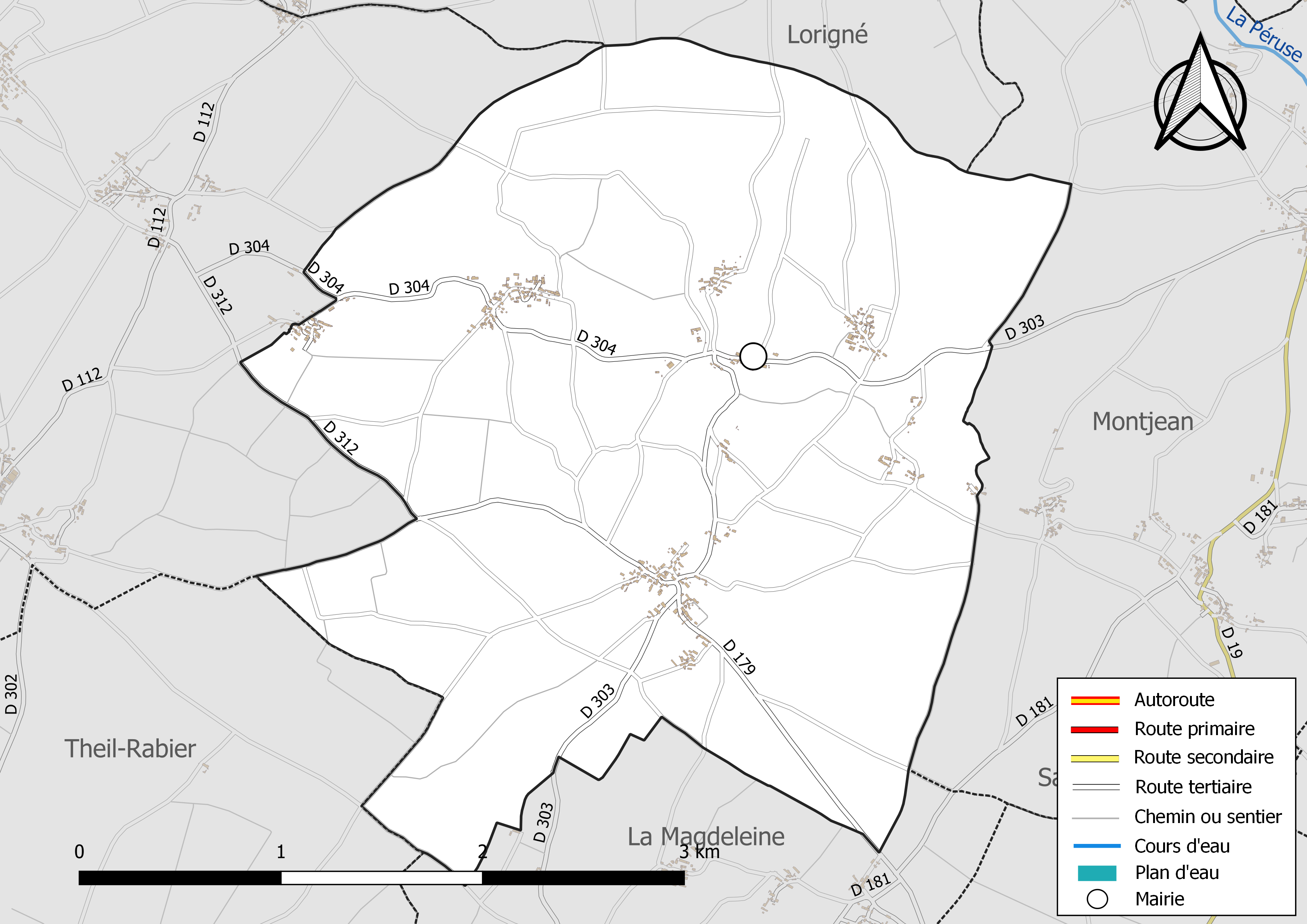
Réseaux hydrographique et routier de la Forêt-de-Tessé.

La commune est située dans le bassin versant de la Charente au sein  du Bassin Adour-Garonne. Aucun cours d'eau permanent n'est répertorié sur la commune. la combe qui la traverse se dirige vers le sud-est vers la Péruse, affluent de la Charente à Condac,.

### Climat
Comme dans les trois quarts sud et ouest du département, le climat est océanique aquitain, légèrement dégradé au nord du département aux abords du seuil du Poitou.

## Urbanisme

### Typologie
Au 1er janvier 2024, La Forêt-de-Tessé est catégorisée commune rurale à habitat très dispersé, selon la nouvelle grille communale de densité à 7 niveaux définie par l'Insee en 2022.
Elle est située hors unité urbaine. Par ailleurs la commune fait partie de l'aire d'attraction de Ruffec, dont elle est une commune de la couronne,. Cette aire, qui regroupe 30 communes, est catégorisée dans les aires de moins de 50 000 habitants,.

### Occupation des sols
L'occupation des sols de la commune, telle qu'elle ressort de la base de données européenne d’occupation biophysique des sols Corine Land Cover (CLC), est marquée par l'importance des territoires agricoles (84,3 % en 2018), en augmentation par rapport à 1990 (83,2 %). La répartition détaillée en 2018 est la suivante : 
terres arables (67,6 %), zones agricoles hétérogènes (16,8 %), forêts (13,3 %), zones urbanisées (2,4 %). L'évolution de l’occupation des sols de la commune et de ses infrastructures peut être observée sur les différentes représentations cartographiques du territoire : la carte de Cassini (XVIIIe siècle), la carte d'état-major (1820-1866) et les cartes ou photos aériennes de l'IGN pour la période actuelle (1950 à aujourd'hui).

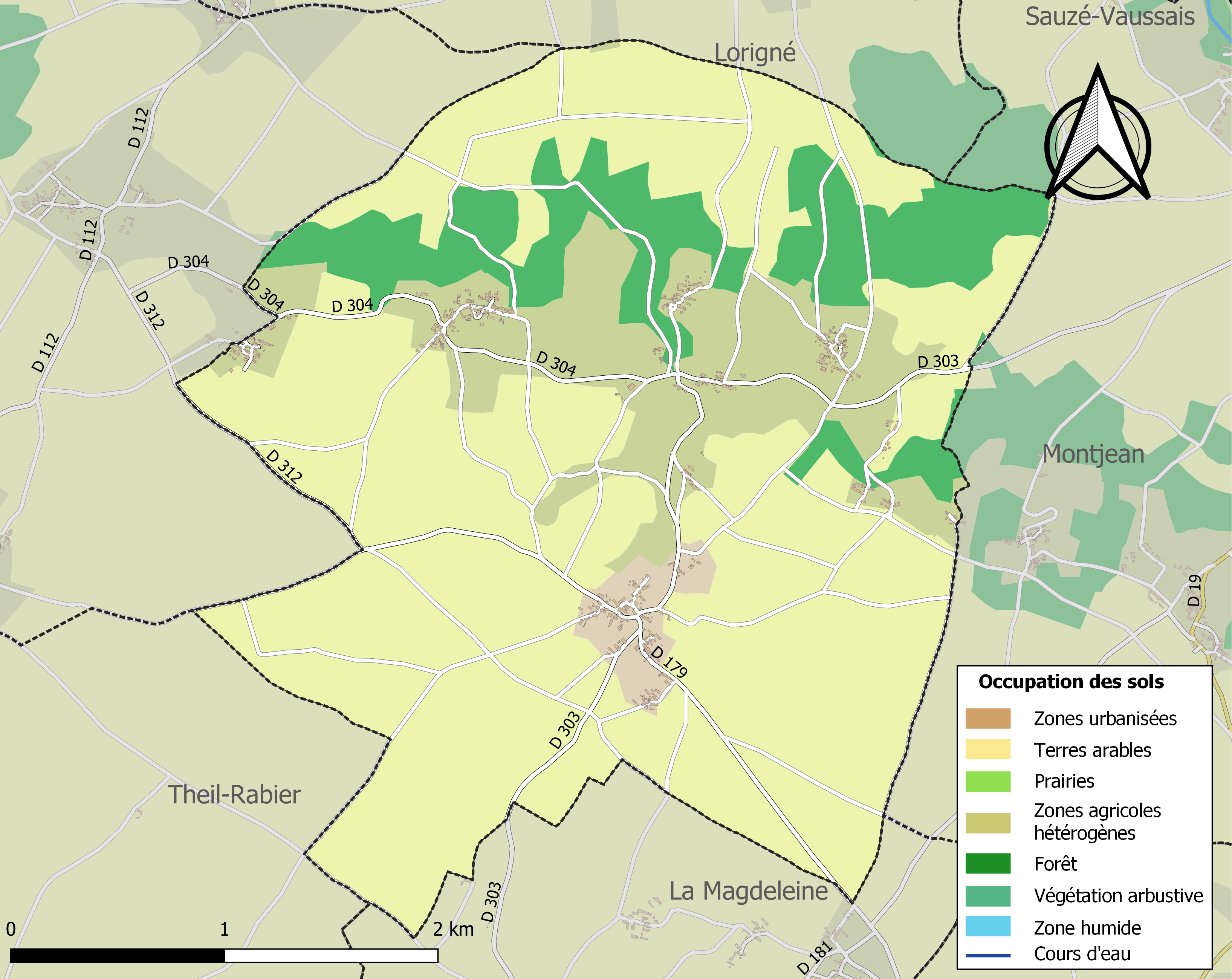
Carte des infrastructures et de l'occupation des sols de la commune en 2018 (CLC).

### Risques majeurs
Le territoire de la commune de La Forêt-de-Tessé est vulnérable à différents aléas naturels : météorologiques (tempête, orage, neige, grand froid, canicule ou sécheresse) et séisme (sismicité modérée). Un site publié par le BRGM permet d'évaluer simplement et rapidement les risques d'un bien localisé soit par son adresse soit par le numéro de sa parcelle.

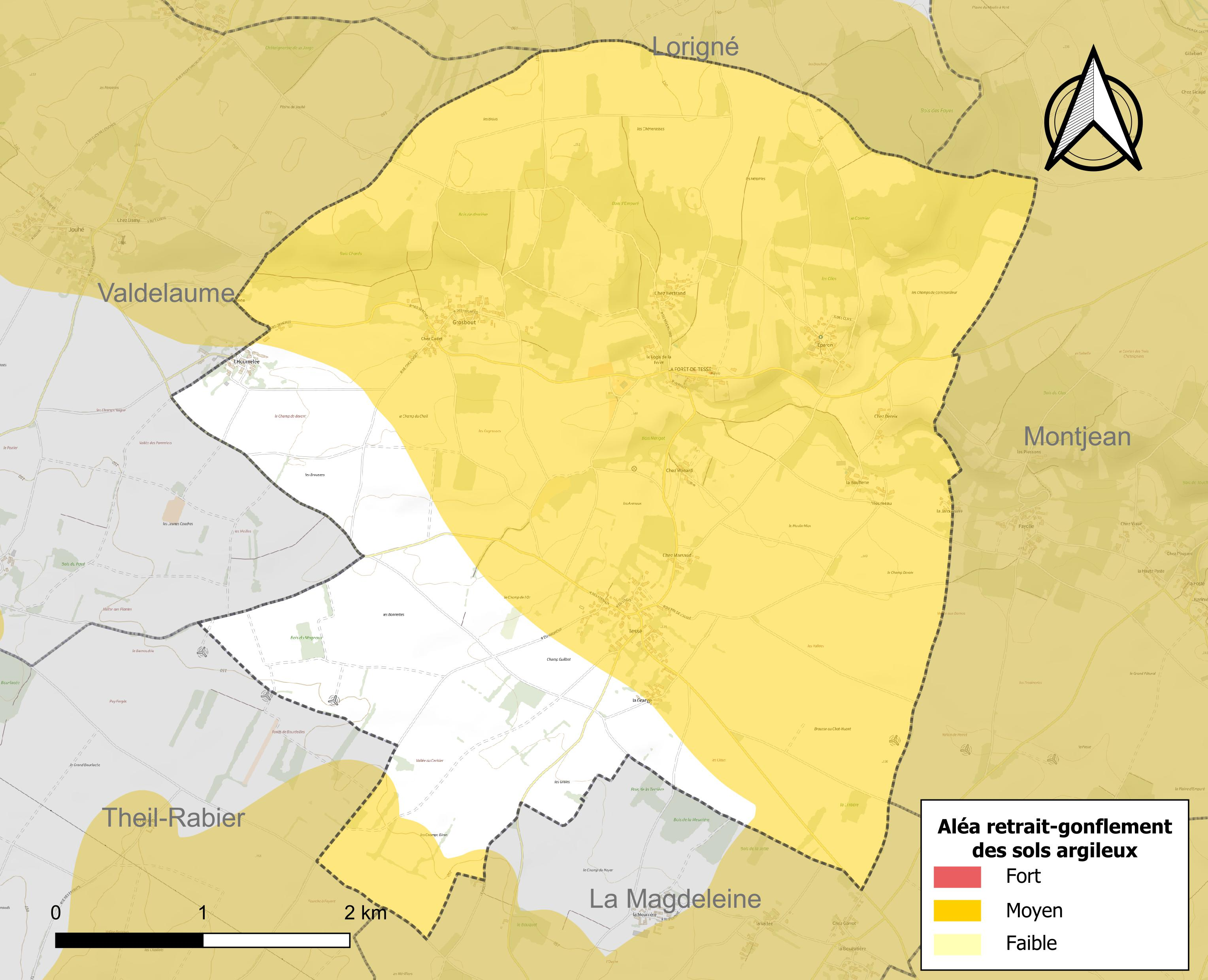
Carte des zones d'aléa retrait-gonflement des sols argileux de La Forêt-de-Tessé.

Le retrait-gonflement des sols argileux est susceptible d'engendrer des dommages importants aux bâtiments en cas d’alternance de périodes de sécheresse et de pluie. 78,2 % de la superficie communale est en aléa moyen ou fort (67,4 % au niveau départemental et 48,5 % au niveau national). Sur les 171 bâtiments dénombrés sur la commune en 2019, 160 sont en aléa moyen ou fort, soit 94 %, à comparer aux 81 % au niveau départemental et 54 % au niveau national. Une cartographie de l'exposition du territoire national au retrait gonflement des sols argileux est disponible sur le site du BRGM,.
Par ailleurs, afin de mieux appréhender le risque d’affaissement de terrain, l'inventaire national des cavités souterraines permet de localiser celles situées sur la commune.
La commune a été reconnue en état de catastrophe naturelle au titre des dommages causés par les inondations et coulées de boue survenues en 1982 et 1999. Concernant les mouvements de terrains, la commune a été reconnue en état de catastrophe naturelle au titre des dommages causés par des mouvements de terrain en 1999.

## Toponymie
Des formes anciennes sont Teyssaco, Tayssé-la-Forêt vers le XVe siècle.
L'origine du nom de Tessé remonterait à un personnage gallo-romain Tessius ou Tattius auquel est apposé le suffixe -acum, ce qui correspondrait au « domaine de Tessius ».

## Histoire
La Forêt-de-Tessé était le siège d'une seigneurie qui, dans les dernières années du XVIe siècle, était la propriété de Louis de Versac, écuyer. Ce dernier était alors en procès avec son voisin, Antoine Corgnol, seigneur de Tessé.
On voit encore à Tessé les restes d'un ancien logis, qui, depuis le milieu du XVe siècle jusqu'à la fin du XVIIIe siècle, demeura la propriété de la famille Corgnol. Cette famille était une des plus anciennes et des plus importantes de la région, et ne s'est éteinte que vers le milieu du XIXe siècle.
En 1634, Louis Corgnol, vendit Tessé à son cousin, Charles Corgnol, seigneur de Beauregard, à Ébréon, et par cette vente, fit passer la seigneurie aux mains de la branche cadette de la famille.

## Administration
Créée La Forêt en 1793 elle est devenue Laforêt-de-Tesse en 1801 puis La Forêt-de-Tessé.
| Période                                  | Période  | Identité             | Étiquette | Qualité         |
| ---------------------------------------- | -------- | -------------------- | --------- | --------------- |
| Les données manquantes sont à compléter. |          |                      |           |                 |
| avant 1995                               | ?        | Gérard Thomas        |           |                 |
| depuis 2001                              | En cours | Mme Dominique Ravaud | SE        | Sans profession |

## Démographie

### Évolution démographique
L'évolution du nombre d'habitants est connue à travers les recensements de la population effectués dans la commune depuis 1793. Pour les communes de moins de 10 000 habitants, une enquête de recensement portant sur toute la population est réalisée tous les cinq ans, les populations de référence des années intermédiaires étant quant à elles estimées par interpolation ou extrapolation. Pour la commune, le premier recensement exhaustif entrant dans le cadre du nouveau dispositif a été réalisé en 2005.

En 2022, la commune comptait 209 habitants, en évolution de +10 % par rapport à 2016 (Charente : −0,48 %, France hors Mayotte : +2,11 %).
| 1793 | 1800 | 1806 | 1821 | 1831 | 1841 | 1846 | 1851 | 1856 |
| ---- | ---- | ---- | ---- | ---- | ---- | ---- | ---- | ---- |
| 772  | 716  | 819  | 911  | 904  | 904  | 860  | 853  | 808  |

| 1861 | 1866 | 1872 | 1876 | 1881 | 1886 | 1891 | 1896 | 1901 |
| ---- | ---- | ---- | ---- | ---- | ---- | ---- | ---- | ---- |
| 713  | 705  | 639  | 646  | 663  | 629  | 624  | 584  | 554  |

| 1906 | 1911 | 1921 | 1926 | 1931 | 1936 | 1946 | 1954 | 1962 |
| ---- | ---- | ---- | ---- | ---- | ---- | ---- | ---- | ---- |
| 553  | 517  | 458  | 438  | 421  | 405  | 396  | 395  | 339  |

| 1968 | 1975 | 1982 | 1990 | 1999 | 2005 | 2006 | 2010 | 2015 |
| ---- | ---- | ---- | ---- | ---- | ---- | ---- | ---- | ---- |
| 284  | 249  | 222  | 212  | 195  | 199  | 201  | 211  | 194  |

| 2020 | 2022 | - | - | - | - | - | - | - |
| ---- | ---- | - | - | - | - | - | - | - |
| 205  | 209  | - | - | - | - | - | - | - |

### Pyramide des âges
La population de la commune est relativement âgée.
En 2018, le taux de personnes d'un âge inférieur à 30 ans s'élève à 17,5 %, soit en dessous de la moyenne départementale (30,2 %). À l'inverse, le taux de personnes d'âge supérieur à 60 ans est de 48,3 % la même année, alors qu'il est de 32,3 % au niveau départemental.
En 2018, la commune comptait 89 hommes pour 105 femmes, soit un taux de 54,12 % de femmes, largement supérieur au taux départemental (51,59 %).
Les pyramides des âges de la commune et du département s'établissent comme suit.
| Hommes | Classe d’âge | Femmes |
| ------ | ------------ | ------ |
| 0,0    | 90 ou +      | 0,9    |
| 18,1   | 75-89 ans    | 19,8   |
| 30,9   | 60-74 ans    | 27,0   |
| 17,0   | 45-59 ans    | 25,2   |
| 14,9   | 30-44 ans    | 10,8   |
| 8,5    | 15-29 ans    | 6,3    |
| 10,6   | 0-14 ans     | 9,9    |

| Hommes | Classe d’âge | Femmes |
| ------ | ------------ | ------ |
| 1      | 90 ou +      | 2,7    |
| 9,2    | 75-89 ans    | 12     |
| 20,6   | 60-74 ans    | 21,3   |
| 20,7   | 45-59 ans    | 20,3   |
| 16,8   | 30-44 ans    | 16     |
| 15,6   | 15-29 ans    | 13,4   |
| 16,1   | 0-14 ans     | 14,3   |

### Remarques
La Forêt-de-Tessé qui a compté jusqu'à 911 habitants a vu sa population constamment diminuer durant un siècle de 1850 à 1950, puis se stabiliser aux alentours de 200 habitants.

## Économie
- Agriculture céréalière,
- Entrepreneur de travaux agricoles,
- Silo de collecte de céréales,
- Gîte rural.
- Tourisme.

## Équipements, services et vie locale
- Club cyclotouriste[27].

## Lieux et monuments
- Le logis médiéval de Tessé est un monument historique inscrit depuis le 23 décembre 1994[28]. Il s'agit d'un donjon des XIe siècle, ou XIIe siècle étendu au XVe siècle puis modifié à nouveau en 1822 et 1826[29]. Le logis est l'objet d'une restauration, menée par l'association Arsimed au travers de chantiers de volontaires[30].
- Église Saint Junien.

- Puits avec margelle à Éparon.
- Four à pain à Grosbout.

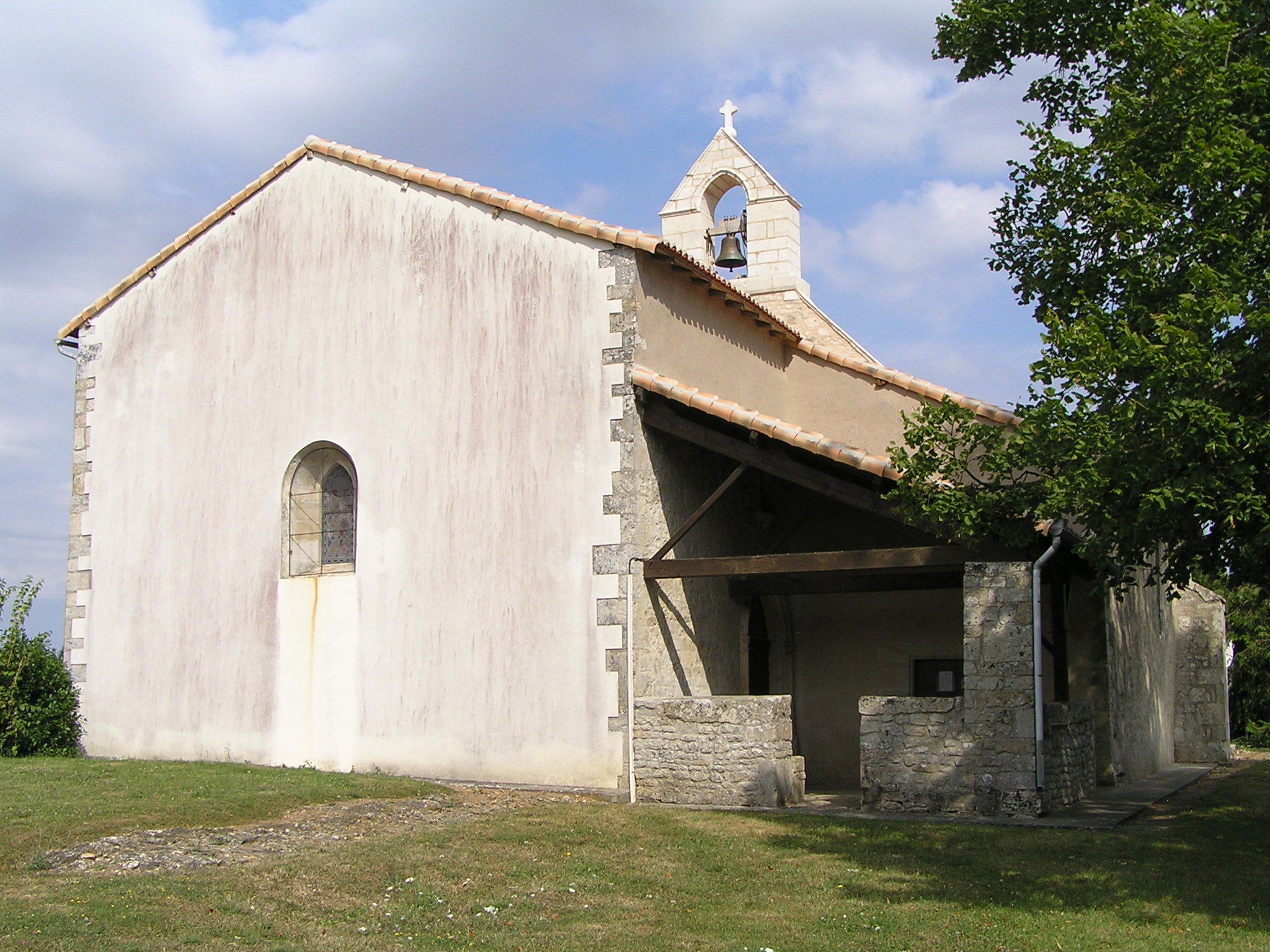
Façade de l'église.
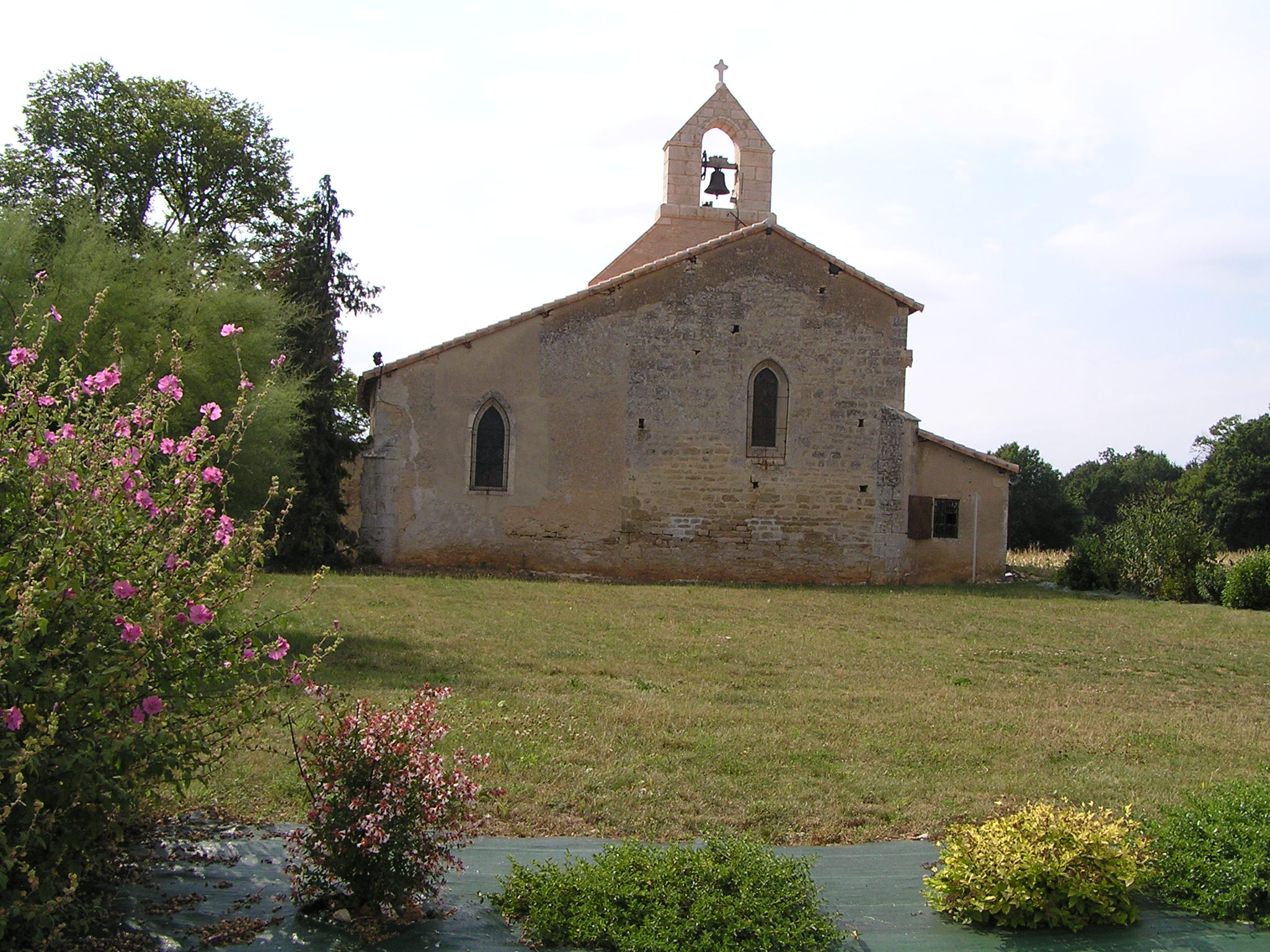
Chevet de l'église.
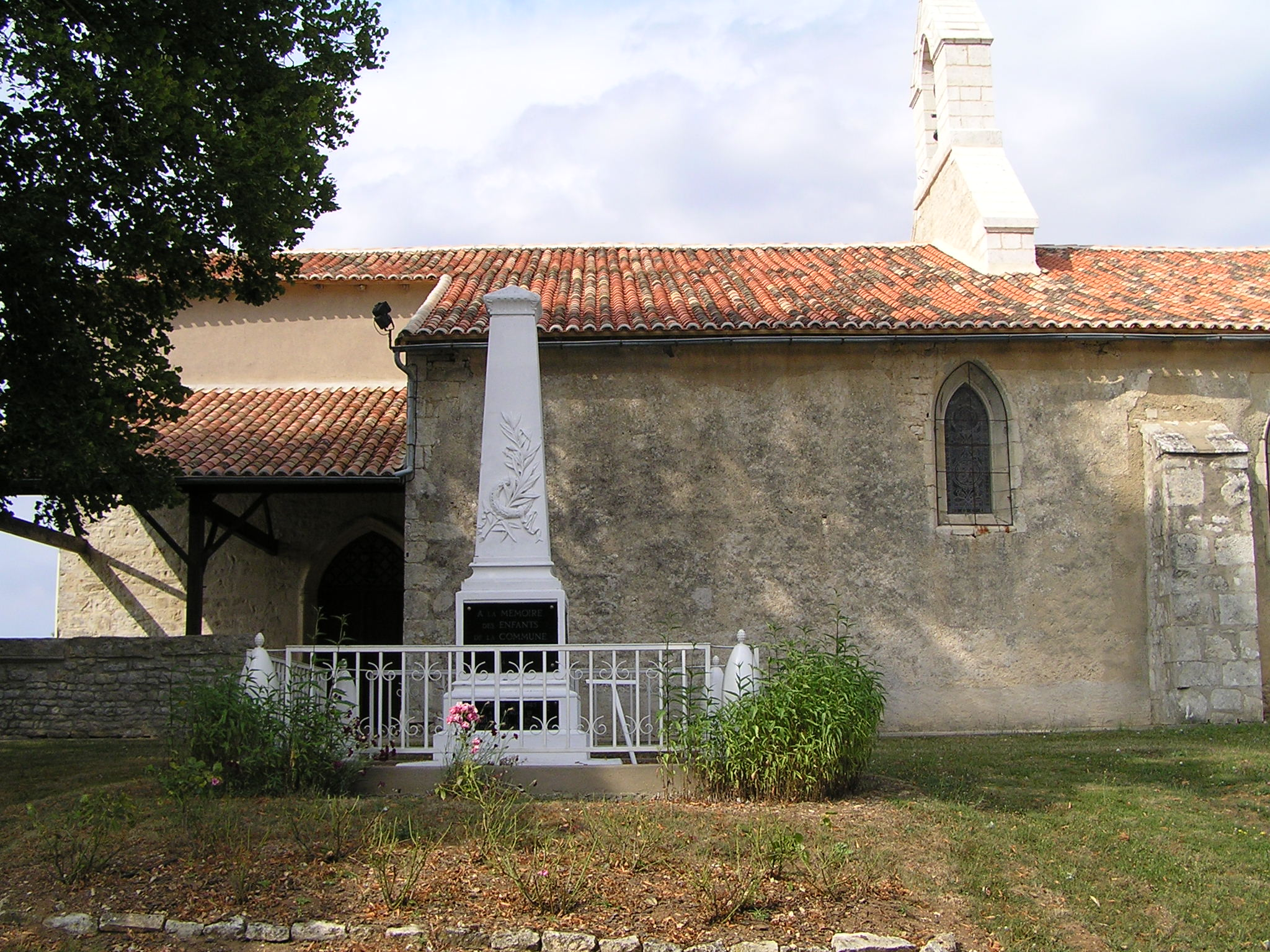
Monument aux morts devant l'église.
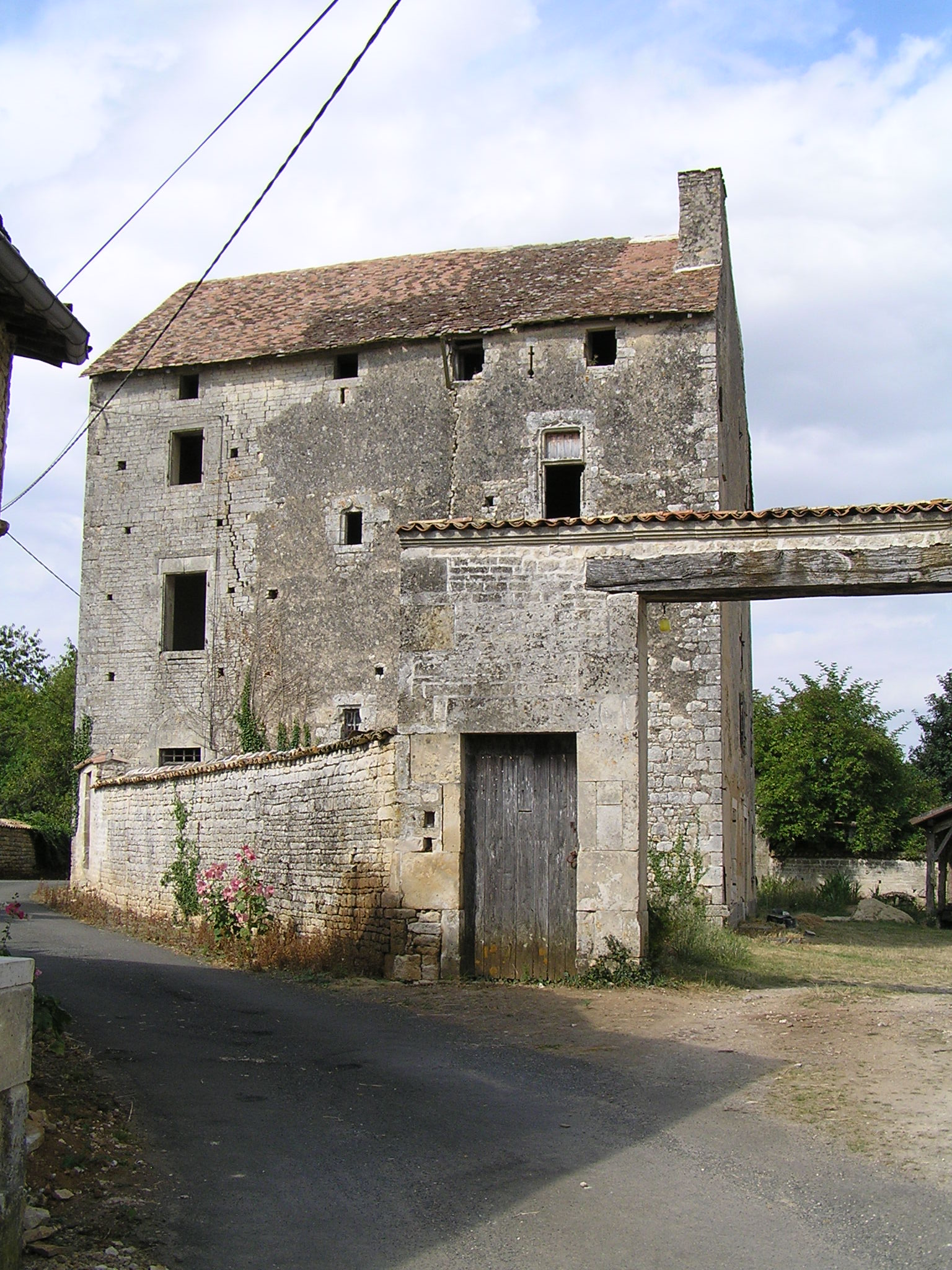
Logis médiéval à Tessé.